# Rhagiomorpha lepturoides
Rhagiomorpha lepturoides är en skalbaggsart som först beskrevs av Jean Baptiste Boisduval 1835.  Rhagiomorpha lepturoides ingår i släktet Rhagiomorpha och familjen långhorningar. Inga underarter finns listade i Catalogue of Life.